# Christoffel Bisschop
Christoffel Bisschop (Leeuwarden, 22 april 1828 - Scheveningen, 5 oktober 1904) was een Nederlandse kunstschilder,  tekenaar en lithograaf. Ook was hij een groot verzamelaar van zestiende- en zeventiende-eeuwse antiquiteiten. 

## Leven en werk
Bisschop werd in 1828 in Leeuwarden geboren als zoon van de koopman Richard Bisschop en Sara Soeting. Bisschop had meerdere leermeesters, die hem lesgaven in schilderen, tekenen en lithograferen. In Leeuwarden kreeg hij les van de schilder en tekenaar Hendrik Schaaff, in Amsterdam van de schilder Jacobus Schoemaker Doyer en in Delft van de schilder en lithograaf Willem Hendrik Schmidt. Hij studeerde van 1848 tot 1852 aan de Koninklijke Academie van Beeldende Kunst in Den Haag, waar hij les kreeg van de schilder, tekenaar en lithograaf Huib van Hove (Bz). Daarna vertrok hij naar Parijs om er les te krijgen van Charles Gleyre. In 1855 vestigde hij zich als kunstschilder in Den Haag. Bisschop was een veelzijdig kunstenaar, hij maakte zowel genre- en figuurstukken, portretten, interieurs en stillevens. Bisschop maakte in 1860 een studiereis naar Hindeloopen en raakte er geïnspireerd: tot zijn genrestukken behoren onder andere afbeeldingen van oud-Hindelooper binnenhuizen. In 1861 werd zijn werk met een eremedaille bekroond. Zijn werk werd regelmatig zowel in als buiten Nederland geëxposeerd. In 1863 werd hij benoemd tot ridder in de Orde van de Eikenkroon.
Hij trouwde op 26 januari 1869 in Kensington met de in Londen geboren kunstschilderes Kate Bisschop-Swift. Het stel leerde elkaar enkele jaren eerder kennen in Den Haag, toen Swift op studiereis naar het vasteland was gereisd. Bisschop heeft haar toen ook les gegeven. Begin jaren 1880 woonden en werkten Christoffel en Kate in Scheveningen in de villa "Frisia". Bisschop was lid van Pulchri Studio en van de Hollandsche Teekenmaatschappij in Den Haag, waar hij een van de oprichters van was. Het echtpaar kreeg geen kinderen.
Het Fries Museum te Leeuwarden bezit de grootste collectie werk van Bisschop. Werk van Bisschop bevindt zich verder in de collecties van het Stedelijk Museum Amsterdam, het Rijksmuseum, Museum Boijmans Van Beuningen, het Groninger Museum, het Kunstmuseum Den Haag, De Mesdag Collectie in Den Haag, het Zuiderzeemuseum te Enkhuizen, Amsterdam Museum en het Teylers Museum in Haarlem. 
Hij overleed in oktober 1904 op 76-jarige leeftijd in Scheveningen. Een jaar later zette Bisschop-Swift hun gezamenlijke wens in werking en werd hun gehele kunst- en antiekverzameling gelegateerd aan de provincie Friesland. De inventaris van de door hun bewoonde villa "Frisia" werd - al gedeeltelijk na zijn overlijden en na het overlijden van zijn echtgenote in 1928 - overgebracht naar het Fries Museum. Tot die collectie behoren ook de sieraden die Bisschop-Swift ontving van Europese vorsten. Het echtpaar had onder andere goede contacten met koningin Sophie van Württemberg, het gezin van Marie van Oranje-Nassau en Elisabeth zu Wied. In het Fries Museum werden de zogenaamde Bisschopskamers, waaronder het complete atelier, ingericht onder het toeziend oog van Bisschop-Swift. Aldaar zijn ze jarenlang voor het publiek opengesteld geweest, totdat het museum in 2013 naar het nieuwe gebouw verhuisde.
Na Bisschops overlijden werd in 1905 een eretentoonstelling van zijn schilderijen en aquarellen gehouden in Pulchri Studio in Den Haag, die mede was samengesteld door Bisschop-Swift. In 2008 was onder meer werk van Bisschop te zien op de expositie "Schilderen en Wonen op Scheveningen in de Belle Epoque" in Muzee Scheveningen. In 2010 werd zijn werk - samen met dat van Jurres en Alma Tadema - geëxposeerd in het Fries Museum. Van 17 juni 2023 tot 7 januari 2024 liep in het Fries Museum een grote overzichtstentoonstelling over zijn leven en werk en dat van zijn echtgenote, een tentoonstelling die wegens groot succes tot 7 juli 2024 werd verlengd.

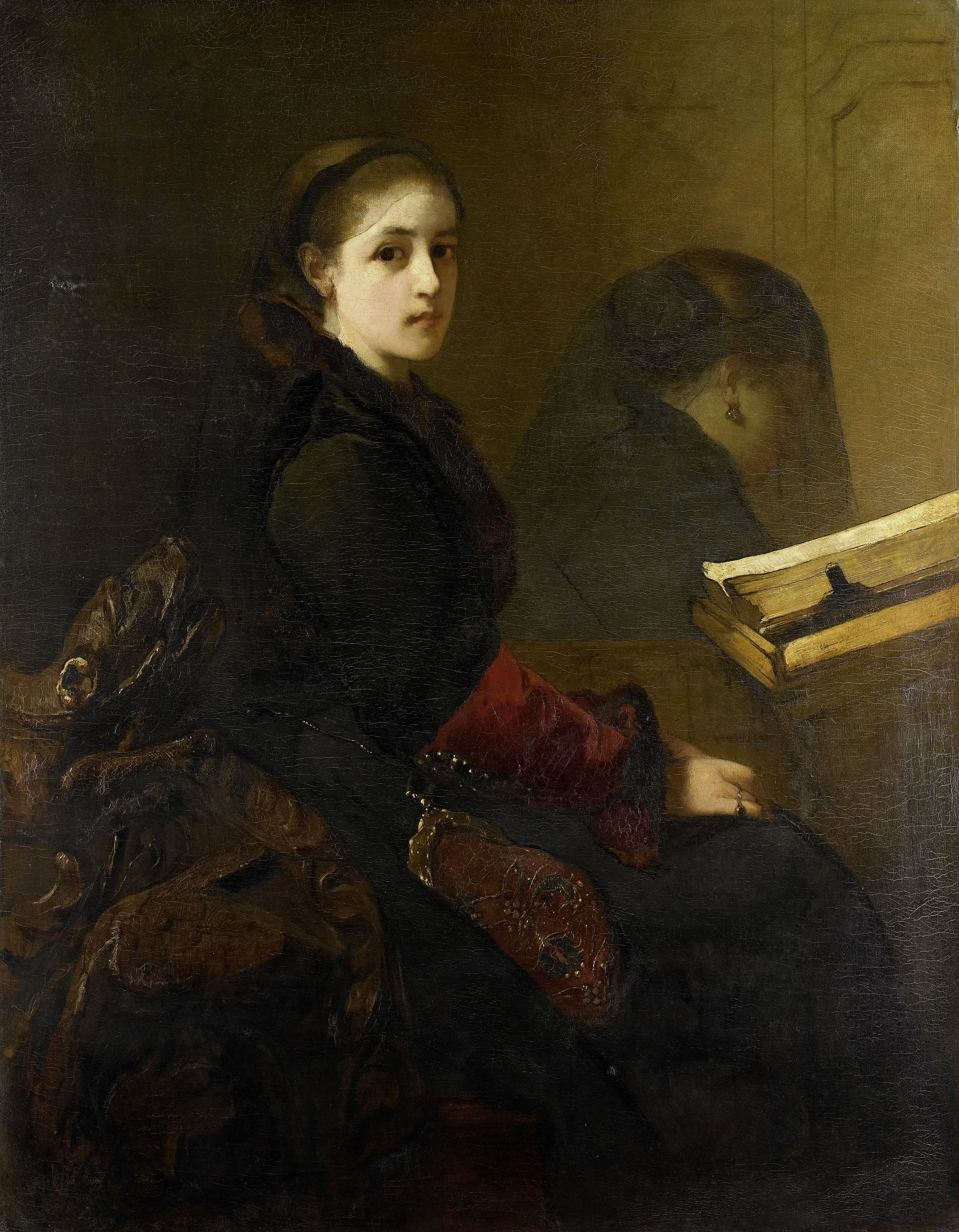
Het gestoorde gebed, collectie Rijksmuseum Amsterdam
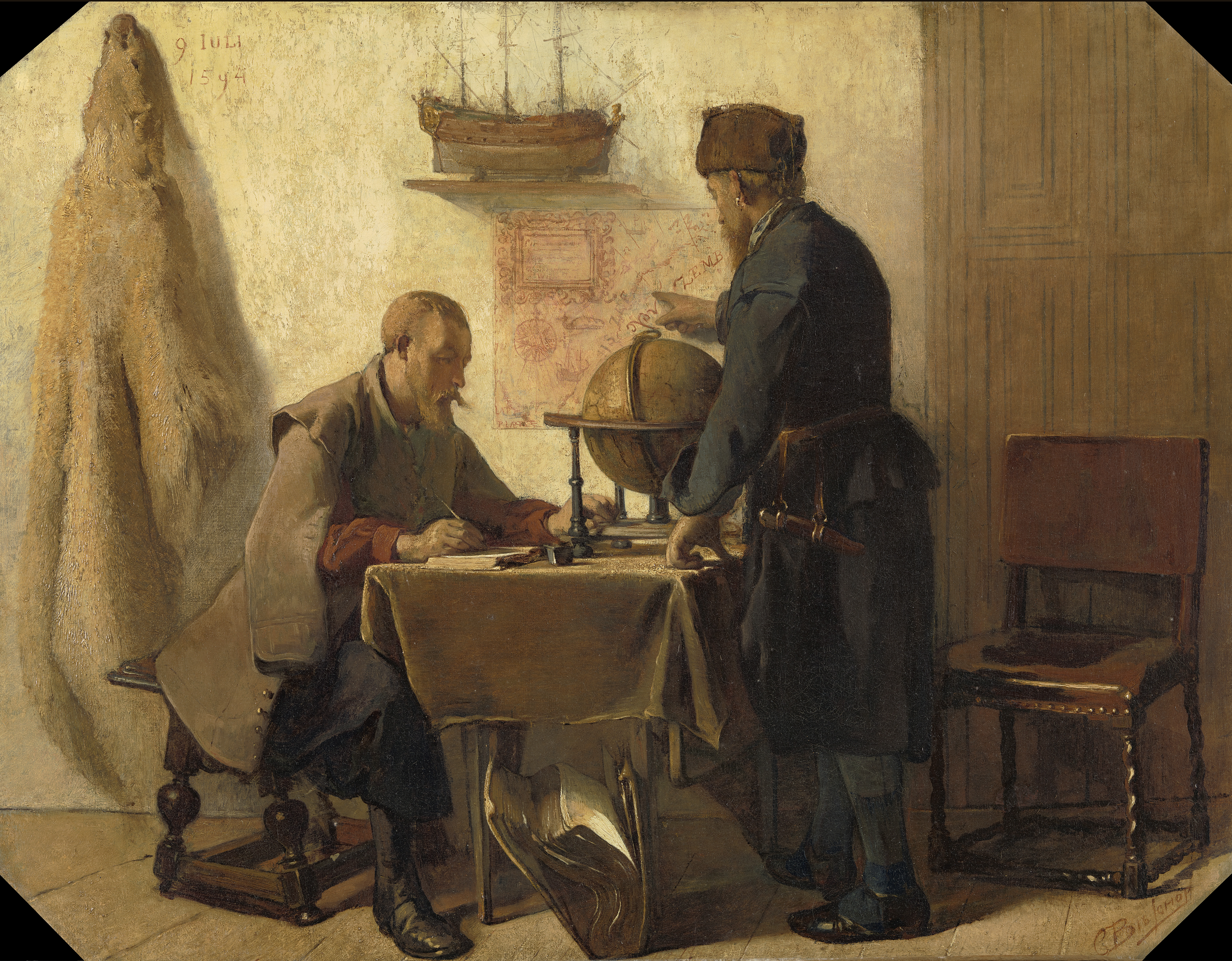
Heemskerck en Barends, hun tweeden togt naar het Noorden beramende, collectie Rijksmuseum Amsterdam
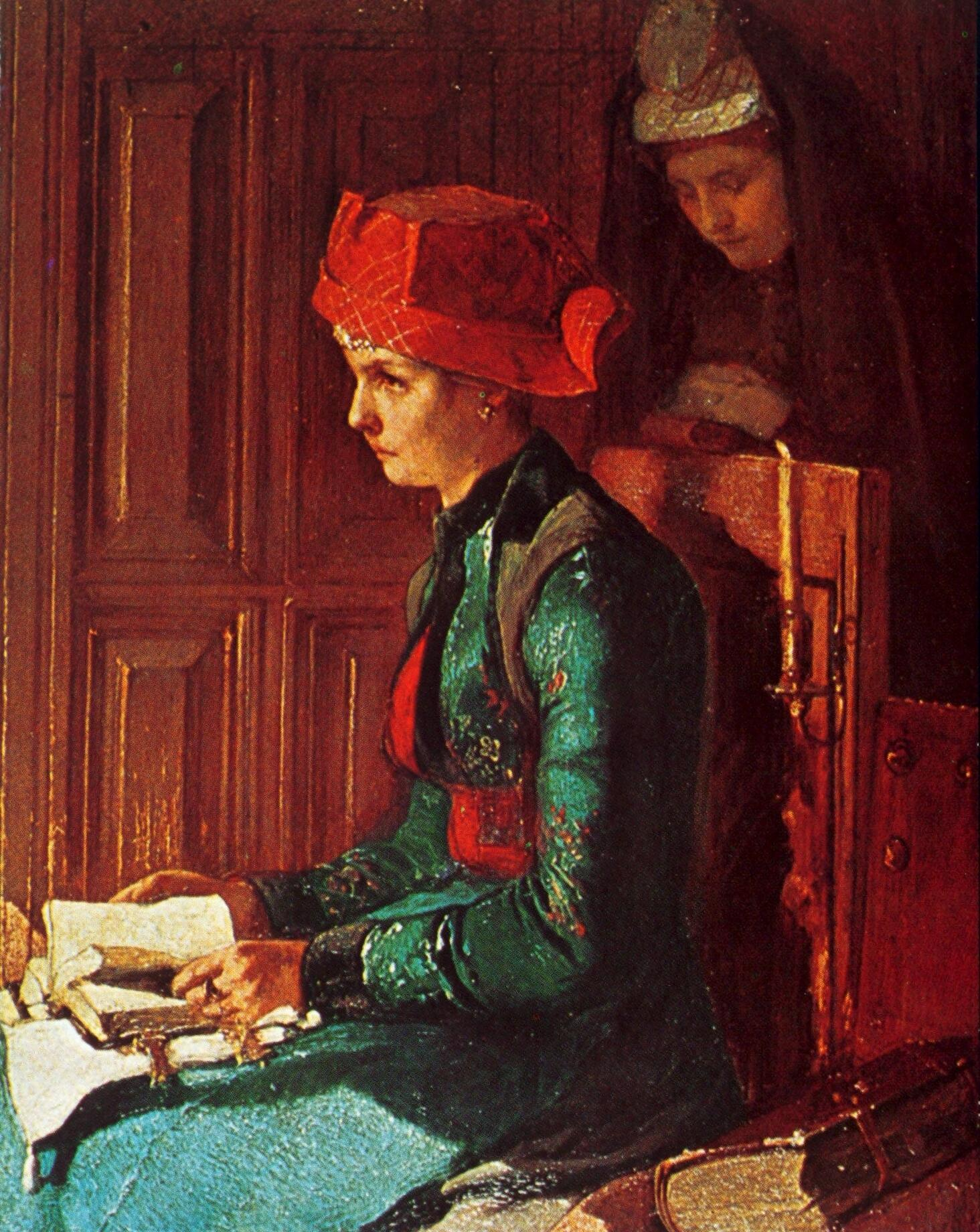
De dochter van de voorzanger, collectie Museum Hindeloopen
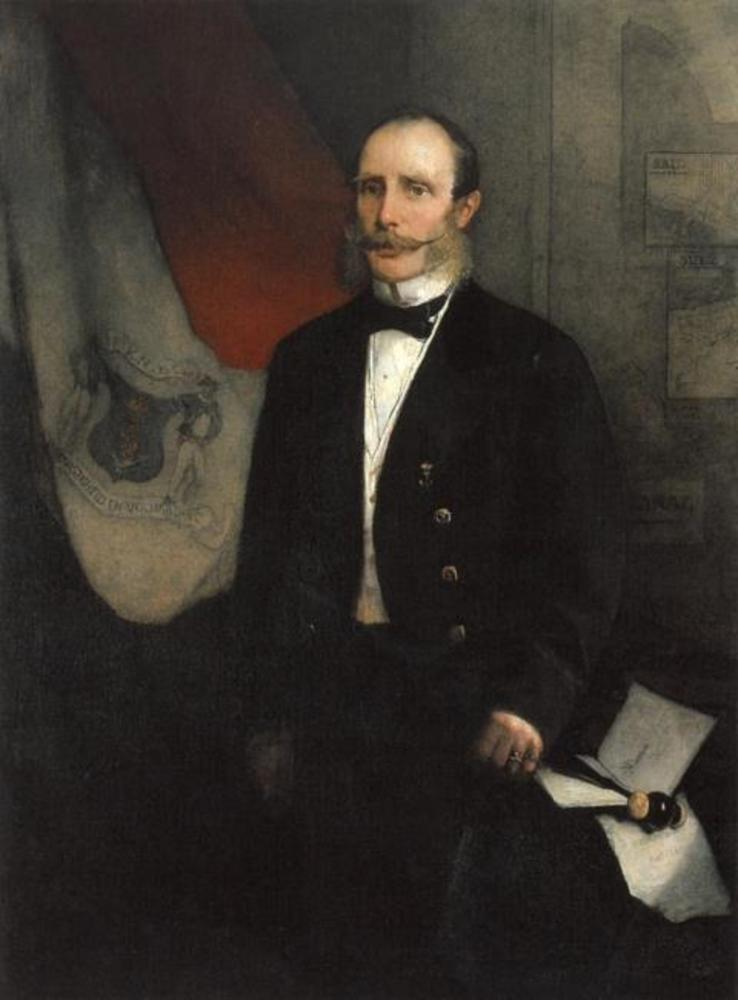
Portret van prins Hendrik 'de Zeevaarder', collectie Museum Boijmans Van Beuningen, langdurig bruikleen Maritiem Museum Rotterdam
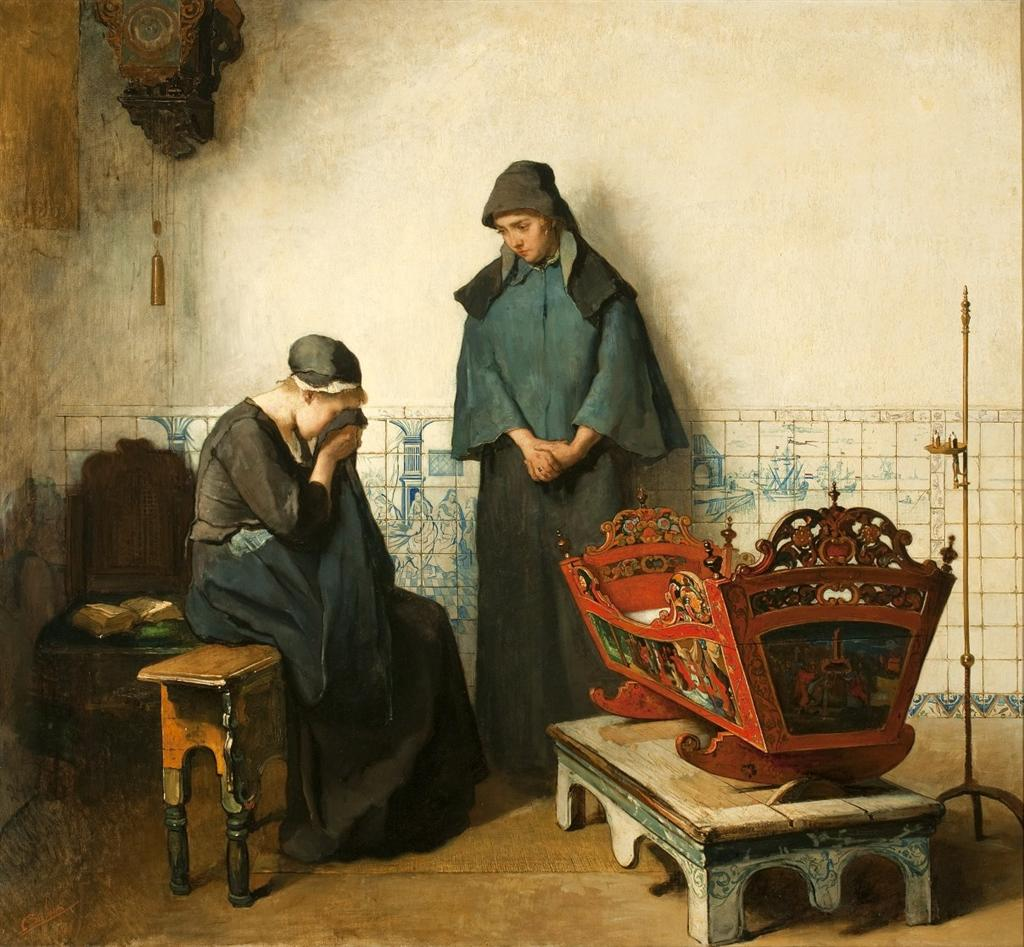
De Heer heeft gegeven, de Heer heeft genomen, collectie Amsterdam Museum
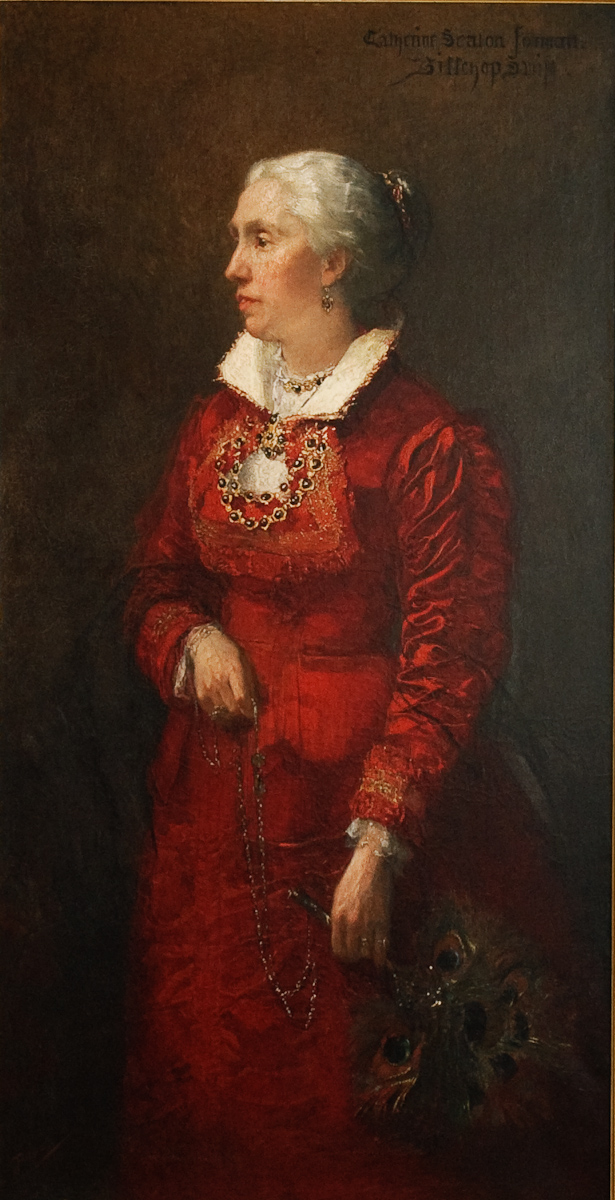
Portret van Catherine Seaton Foreman Swift, collectie Fries Museum
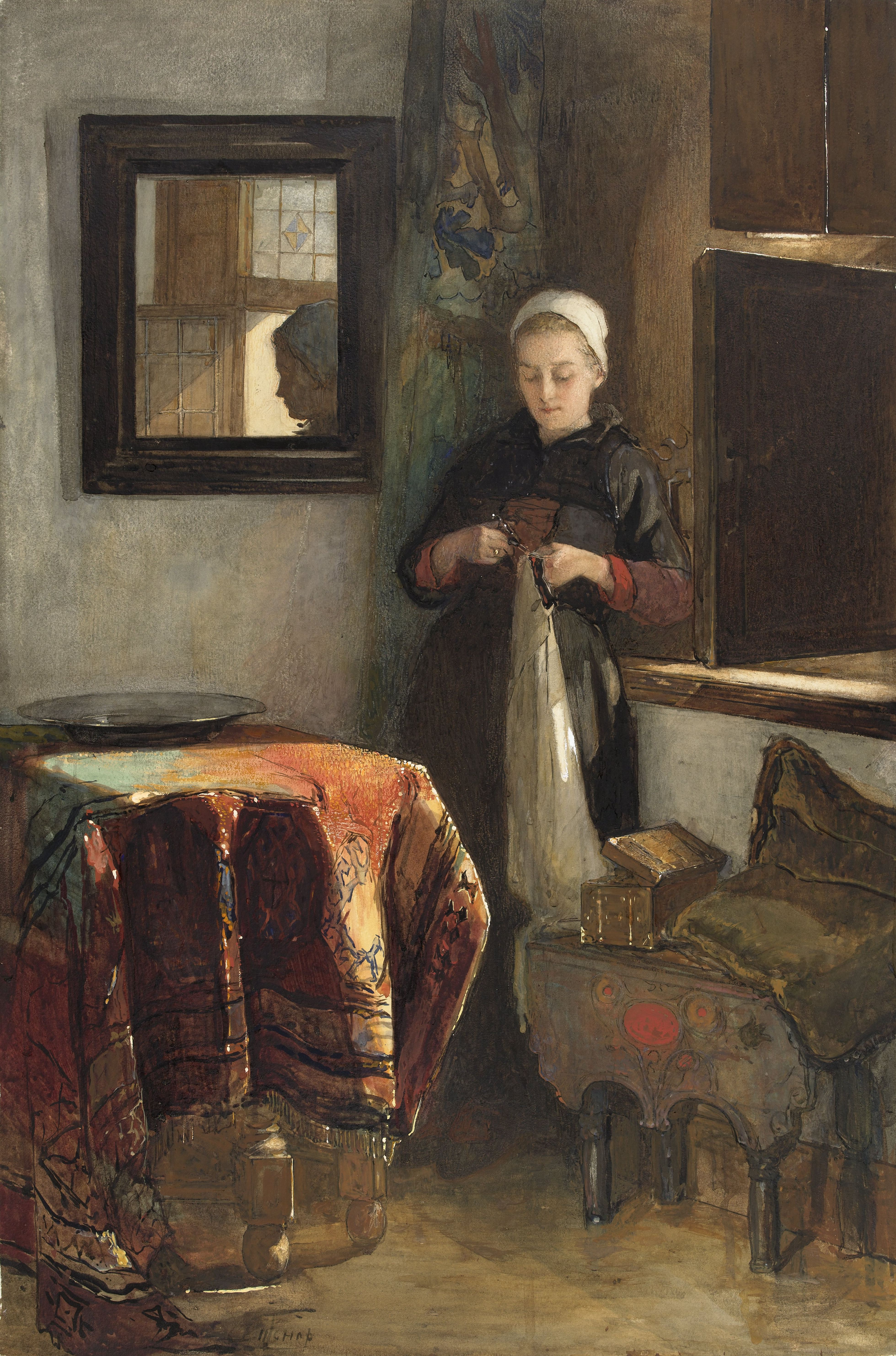
Het zonnige hoekje, collectie Rijksmuseum Amsterdam
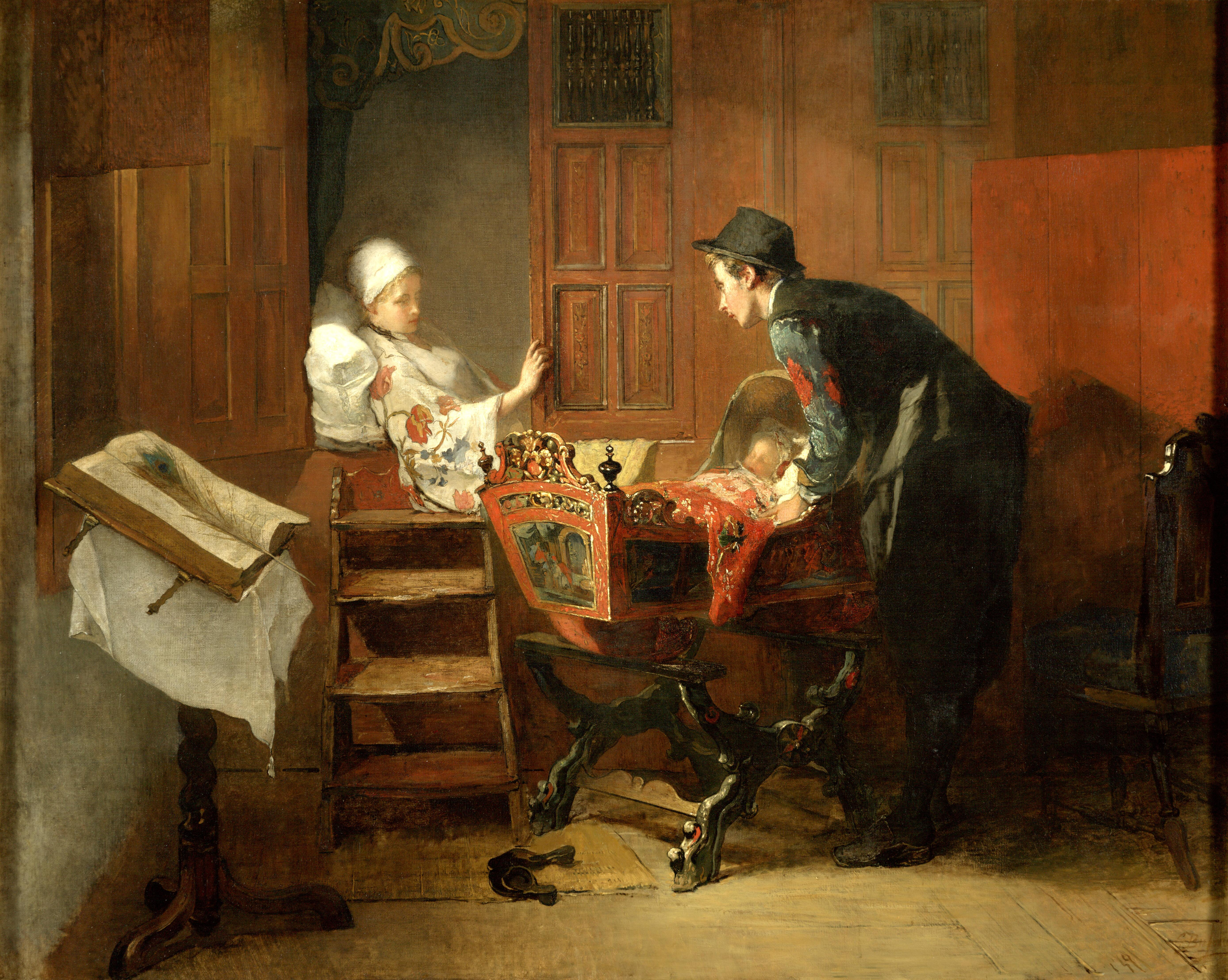
The Happy Family, Zuiderzeemuseum
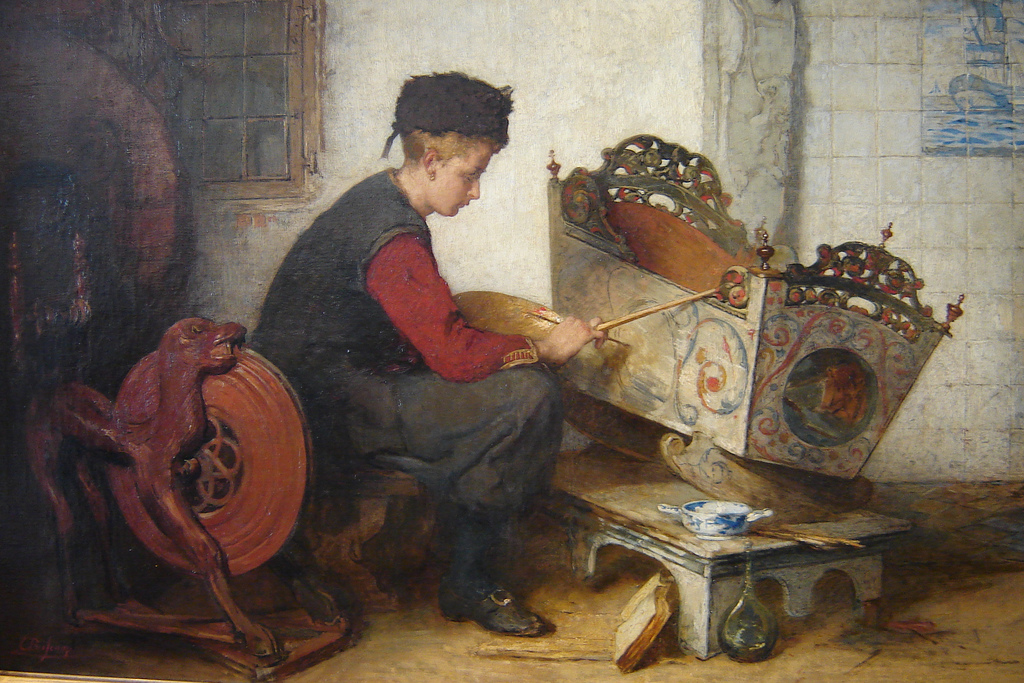
Jongen die een Hindelooper wieg beschildert, collectie Fries Museum
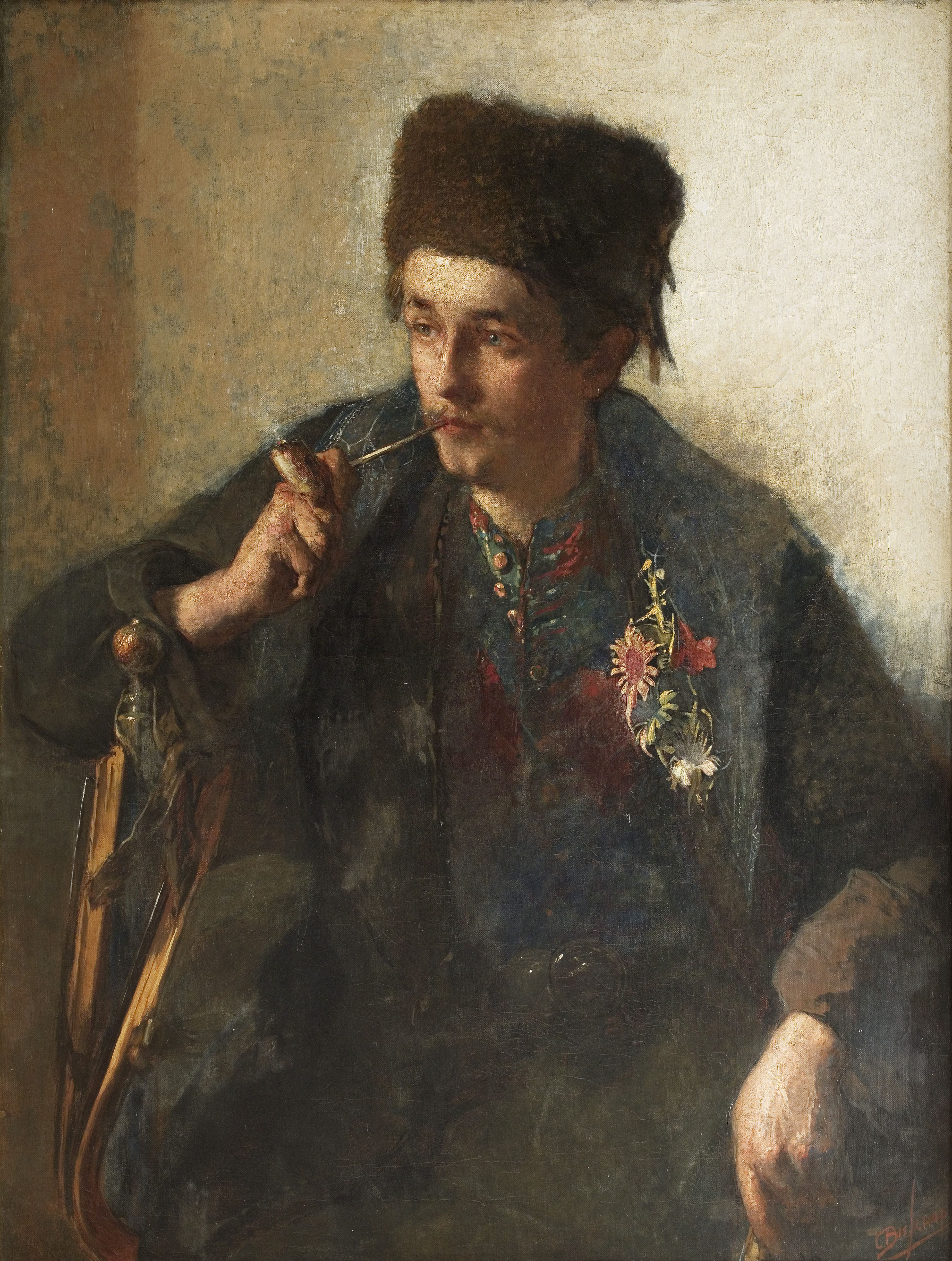
De Leekster tak, collectie Fries Museum
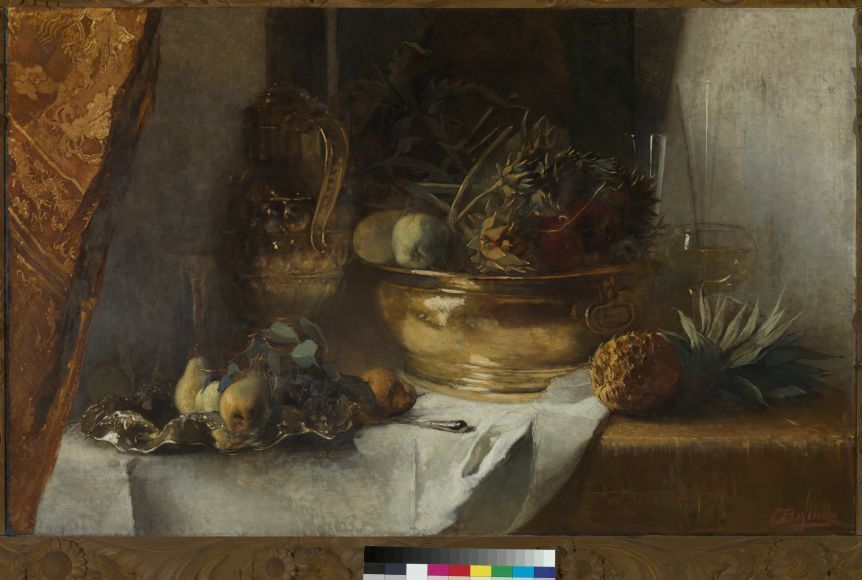
Stilleven met ananas, collectie Fries Museum